# Klaus Wunderlich
Klaus Wunderlich (Chemnitz, 19 de junho de 1931 — Engen, 28 de outubro de 1997) foi um organista alemão.

## Biografia
Wunderlich nasceu em Chemnitz onde era filho de inspetor policial. Aos 16 anos ele era pianista, mas foi atraído pelo entretenimento musical.
Em 1951, Klaus foi pianista de uma banda chamada Bar-Trio na Alemanha Ocidental. Durante este tempo ele também conheceu o Órgão Hammond em que se tornou seu principal instrumento de 1955, ate Klaus disse em duas frases: O órgão é a minha vida & No Órgão Hammond pode ser qualquer instrumento musical, exceto uma faca de manteiga. Ele fez aparições individuais em vários cabarés, ate a Teldec reparou nele e ofereceu-lhe um teste com contrato de gravação em 1958.
Suas música sempre foram voltadas para entretenimento leve.
Na década de 70, ele fundou um estúdio de gravação em Waldbronn onde começa a trabalhar com o sintetizador Moog e grava três LPs com esse instrumento. Sua estreia no Moog lançada em 1973 sob o título de "Sound 2000 - Moog, Organ, Rhythm", foi um sucesso com clássicos como La Paloma. Seu novo som de órgão pop tornou-se popular quando ele adicionou o desempenho de melodia no Hammond H100 para os efeitos sonoros dos órgãos WERSI W248S, Lowrey H 25-3 e o Helios W2 em 1977. Este som foi no estúdio elaborado só para produzir e viver num palco não reproduzível. Seus últimos shows públicos foi no Royal Albert Hall em Londres.
Wunderlich colocou os principais modelos seguintes de órgãos como: Hammond C3, 0, Wersi W248S, Wersi Beta DX 400, Wersi Spectra CD700.
No dia 9 de julho em 1997, Klaus esteve numa festa com os amigos na Suiça ao vivo tocando o instrumento que ele mesmo criou chamado Wersi Helios. Klaus morreu no dia 28 de outubro de 1997 devido o ataque cardíaco na presença de sua esposa Traudl e amigos na sua casa de Bittelbrunn.